# Азовсько-донський банк
Азо́всько-донськи́й банк — один із найбільших комерційних банків кредитної системи царської Росії, заснований 1871 року в Таганрозі; з 1903 року його правління перебувало в Петербурзі.
На початку 1914 року Азовсько-донський банк зайняв четверте місце серед банків країни за розмірами операцій і третє — за активною роллю у фінансуванні промисловості й транспорту. У своїй діяльності поєднував широке кредитування торгівлі й промисловості в різних регіонах країни з великими емісійно-засновницькими операціями у столиці. На початок Першої світової війни його власні кошти сягали 92 млн руб., а загальна сума ресурсів становила 388 млн руб. У перші місяці 1917 року мав 73 філії і контролював 94 АТ з капіталом понад 550 млн руб. Був пов'язаний із синдикатами «Продамет» і «Продвугілля». Контролював ряд великих металургійних акціонерних підприємств України, а також Уралу, фінансував вугільну, цукрову та інші галузі промисловості, взаємодіяв із французькими та німецькими банками.
17 провідних члени правління Азовсько-донського банку, Б. Каменка, А. Верт, В. Вінтерфельд, С. Поляк та інші, займали 70 посад у правліннях різних акціонерних товариств, у тому числі в 9 кам'яновугільних, 2 — нафтодобувних, 5 — металургійних, 8 — гірничорудних і кольорової металургії, 4 — машинобудівних тощо. Азовсько-донський банк контролював такі великі підприємства Донбасу, як «Донецько-Грушівське кам'яновугільне й антрацитне товариство», АТ «Ртутна і вугільна справа О. Ауербаха і Ко», «Товариство Карпово-Обривських копалень», «Азовська вугільна компанія», «Акціонерне товариство Брянських кам'яновугільних копалень», впливав на їхню діяльність, підтримував нафтодобувне «Товариство братів Нобелів», мав великий вплив у цементній та скляній промисловості, контролював низку текстильних підприємств, заснував кілька торгово-промислових товариств, через які здійснював торгівлю хлібом, вугіллям та іншими товарами, був тісно пов'язаний із французьким фінансовим капіталом, особливо з банком «Уніон Парізієн». Через колишнього управителя Міністерства торгівлі й промисловості М. Федорова Азовсько-донський банк мав тісні зв'язки з урядовими колами й користувався їх покровительством. Надавав фінансову підтримку Конституційно-демократичній партії (кадетам). У грудні 1917 націоналізований.

## Галерея

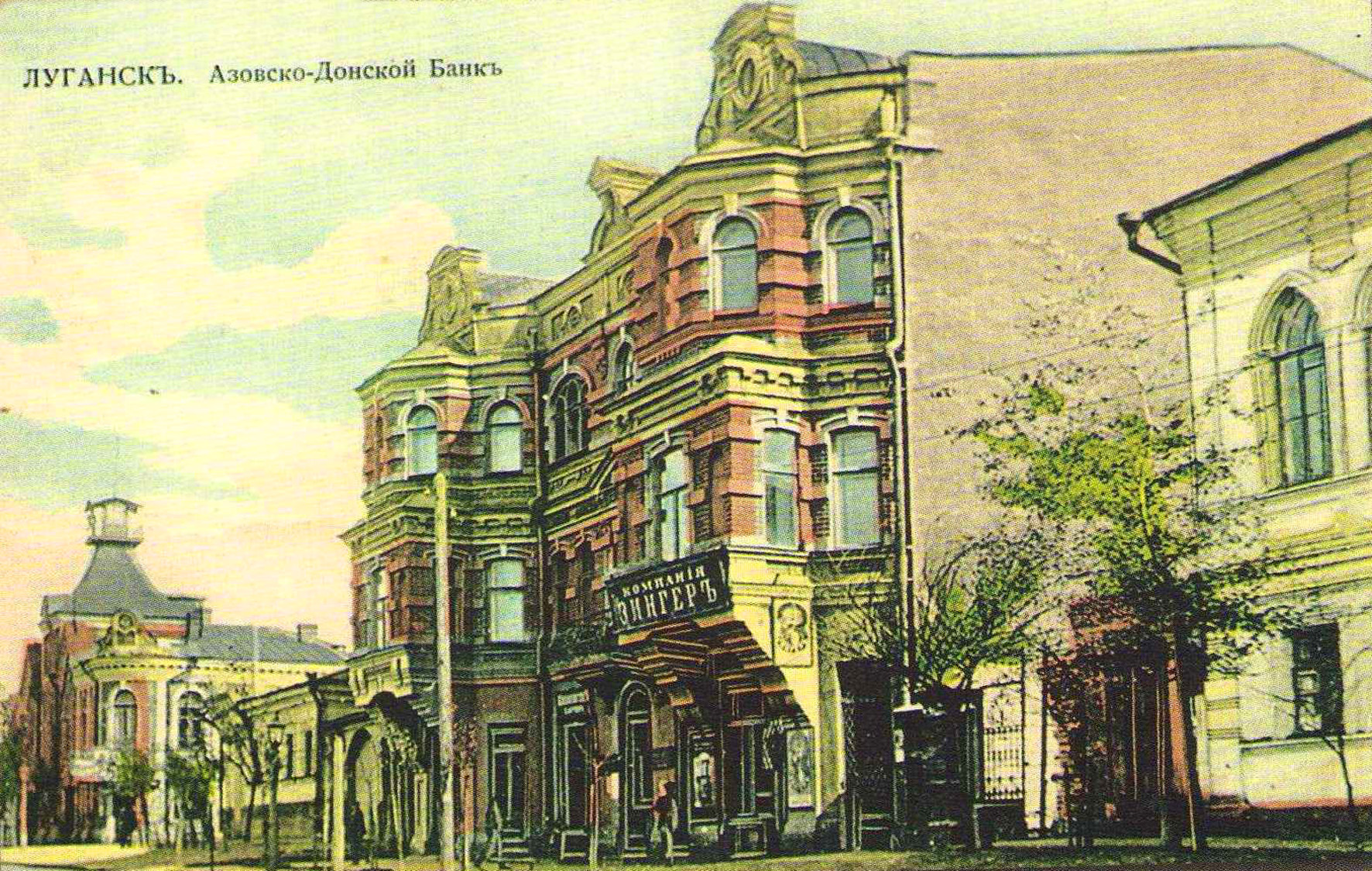
Луганськ
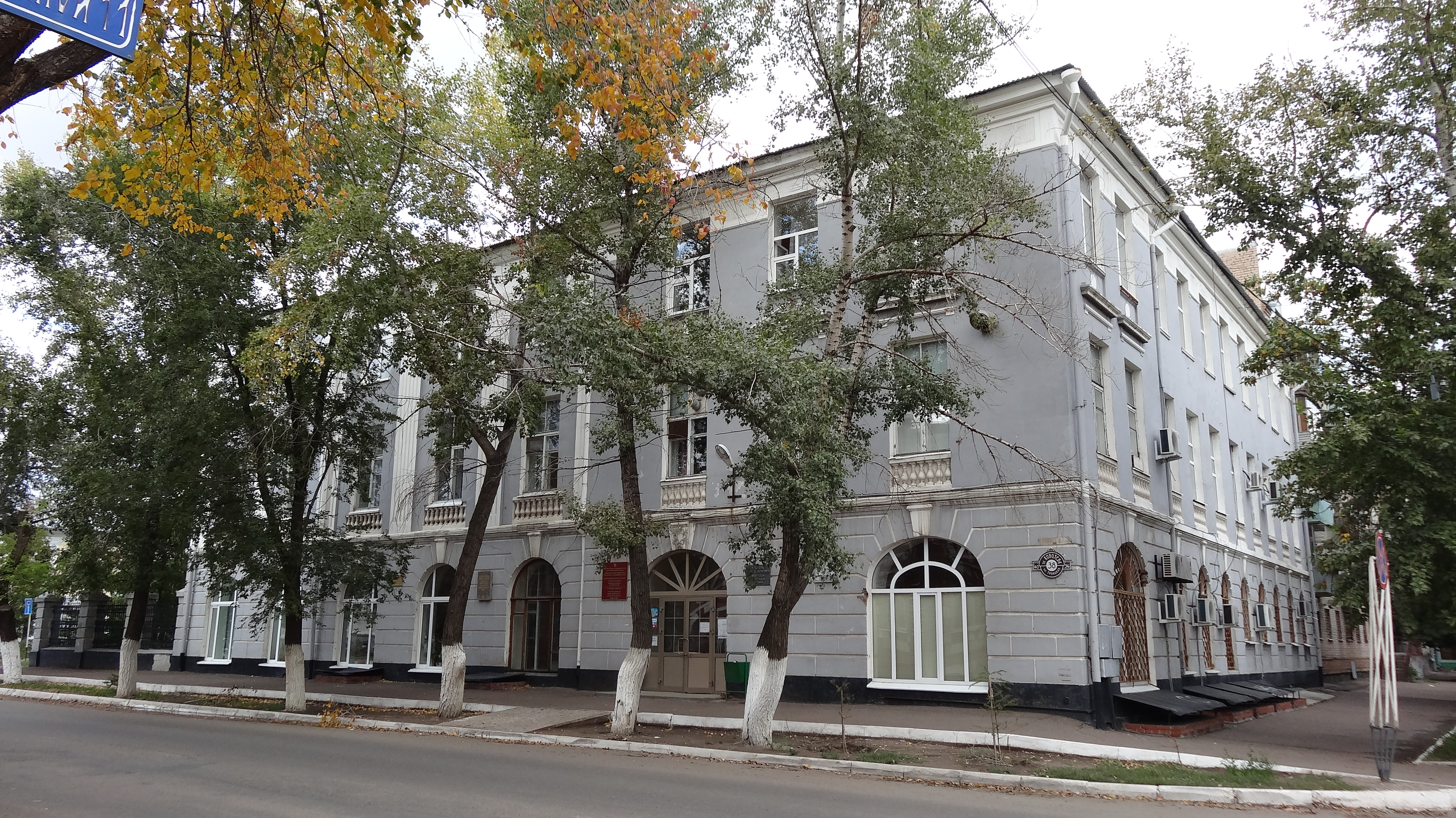
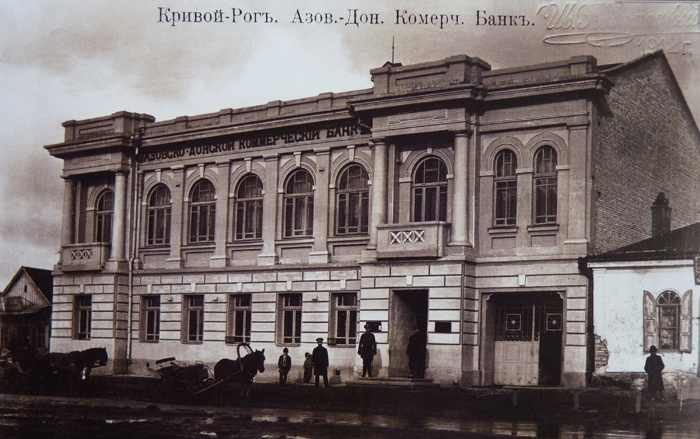
Кривий ріг